# Philodendron pipolyi
Philodendron pipolyi är en kallaväxtart som beskrevs av Thomas Bernard Croat. Philodendron pipolyi ingår i släktet Philodendron och familjen kallaväxter. Inga underarter finns listade.